# Duospårvagn

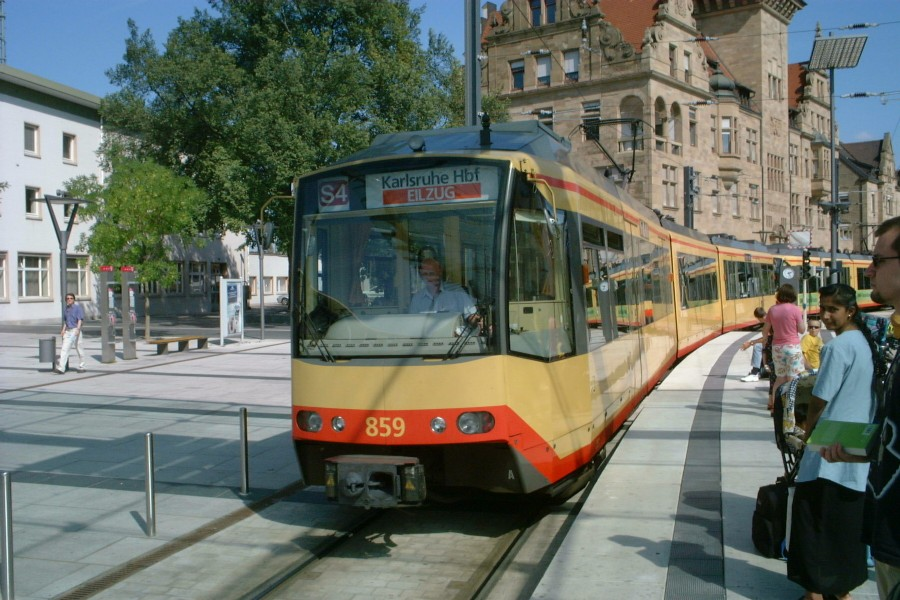
Duospårvagn på gatuspår i Heilbronn (Karlsruhesystemet)

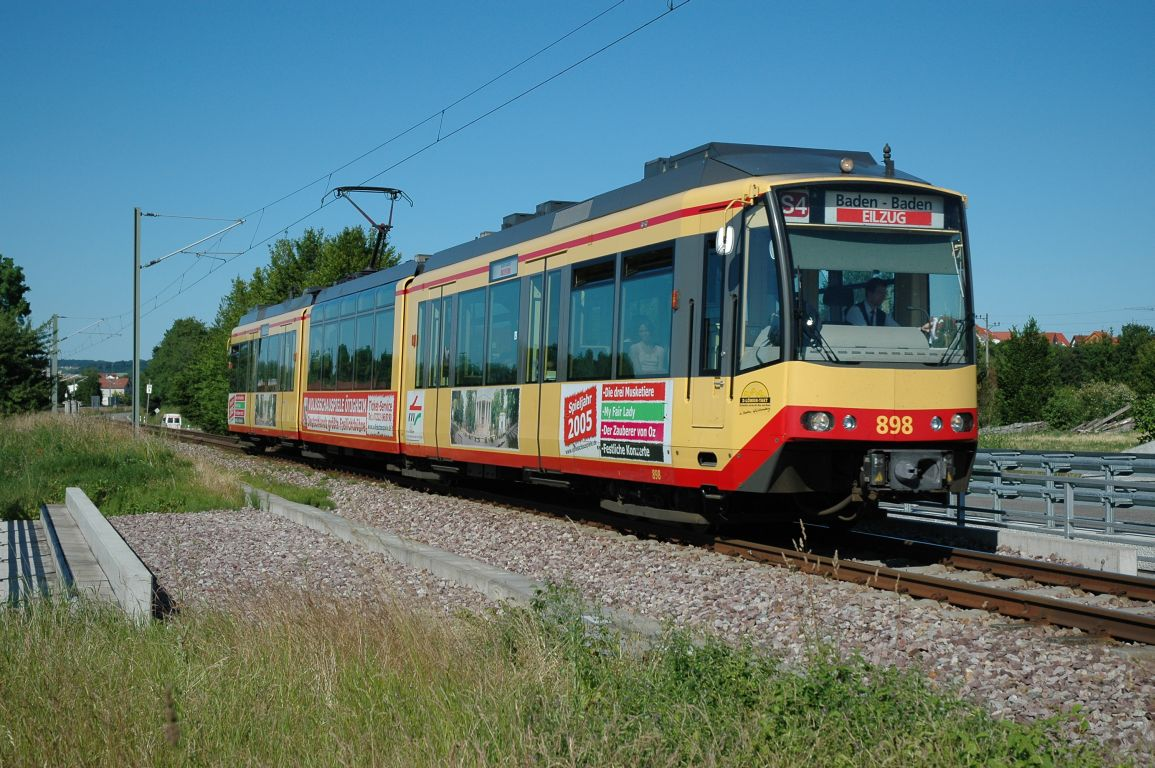
Duewag duospårvagn på järnvägsspår utanför Karlsruhe

En duospårvagn, även kallad tram-train, är en spårvagn som kan köra på både spårväg och järnväg. 
I sin nuvarande form skapades tekniken i Karlsruhe, och den finns även i Kassel, Chemnitz, Saarbrücken, Köln/Bonn, Zwickau och Nordhausen, alla i Tyskland, samt i Nederländerna och New Jersey. Duospårvagnar kombinerar egenskaper hos konventionella spårvagnar med en del egenskaper hos pendeltåg. Trafikering av sådana nät ställer speciella krav på spårvagnarna; de måste klara olika typer av strömförsörjning eller vara dieselelektriska med en dieselmotor som driver en generator för järnvägar som inte är elektrifierade. De måste också leva upp till järnvägens krav på signalsystem och övrig säkerhet. Den högsta hastigheten för duospårvagnar är 100 kilometer i timmen.

## Sverige
Reguljär trafik med duospårvagnar har inte förekommit i Sverige. Det finns sträckor som haft trafik med både godståg och spårvagnar, men utan anpassning av spårvagnarna. I dagsläget förekommer sådan trafik på en kort sträcka av Tvärbanan i Stockholm, och förekom fram till 1982 även på Lidingöbanan, som då räknades som järnväg men anpassad till spårvagnar.
Ett försök med fullskalig duospårvagnstrafik i Östergötland genomfördes 2006 av Statens väg- och transportforskningsinstitut (VTI). Enligt rapporten kunde de första utbyggda sträckningarna ansluta till Norrköpings spårväg från nuvarande pendelstråket mellan Norrköping och Finspång på järnvägen Kimstad (Södra stambanan) - Finspång och en förlängd spårväg från Norrköping till Söderköping. För en utbyggnad mellan Norrköping och Linköping krävs ett spårvägsnät i Linköping och en ny järnväg, Ostlänken, där fjärr- och regionaltåg kan gå, så att dagens järnväg avlastas. Även om detta sker är pendeltåg effektivare (eftersom de är längre och tar fler passagerare) mellan Linköping och Norrköping.. På nuvarande Södra stambanan finns inte kapacitet för fler än tre lokaltåg per timme och riktning mellan Linköping och Norrköping.[källa behövs]

## Finland
Flera regioner och det statliga Trafikledsverket i Finland utredde från 2018 duospårväg som ett alternativ för att införa lokal spårtrafik på järnvägsnätet. Utredningar gjordes bland annat för regionerna kring Vasa, Lahtis, Jyväskylä och Kuopio.

## Frankrike
I Parisregionen finns en åtta kilometer lång tidigare järnvägslinje som sedan 2006 trafikeras av SNCF med Siemens S70 Avanto duospårvagnar, Ligne 4 du tramway d'Île-de-France.
Staden Mulhouse har fyra spårvagnslinjer, varav en linje trafikeras av SNCF och lokaltrafikbolaget Soléa i samarbetet med duospårvagnar, också av typ Siemens S70 Avanto.